# Leichtathletik-Weltmeisterschaften 2011/Teilnehmer (Panama)
| Gelbes Symbol für Goldmedaillen mit stilisierten Olympischen Ringen | Graues Symbol für Silbermedaillen mit stilisierten Olympischen Ringen | Braundes Symbol für Bronzemedaillen mit stilisierten Olympischen Ringen |
| ------------------------------------------------------------------- | --------------------------------------------------------------------- | ----------------------------------------------------------------------- |
| —                                                                   | —                                                                     | —                                                                       |

Der Leichtathletik-Verband Panamas stellte bei den Leichtathletik-Weltmeisterschaften 2011 im koreanischen Daegu zwei Teilnehmer.

## Ergebnisse

### Männer

#### Laufdisziplinen
| Athlet        | Disziplin | Vorlauf | Vorlauf | Halbfinale | Halbfinale | Finale | Finale |
| Athlet        | Disziplin | Zeit    | Platz   | Zeit       | Platz      | Zeit   | Platz  |
| ------------- | --------- | ------- | ------- | ---------- | ---------- | ------ | ------ |
| Alonso Edward | 200 m     | 20,55 s | 9       | 20,52 s    | 6          | DNF    | DNF    |

#### Sprung/Wurf
| Athlet          | Disziplin  | Qualifikation | Qualifikation | Finale        | Finale        |
| Athlet          | Disziplin  | Weite/Höhe    | Platz         | Weite/Höhe    | Platz         |
| --------------- | ---------- | ------------- | ------------- | ------------- | ------------- |
| Irving Saladino | Weitsprung | 7,84 m        | 22            | ausgeschieden | ausgeschieden |